# Mike Martin
Michael Brendan Martin (Detroit, 1º settembre 1990) è un giocatore di football americano statunitense che gioca nel ruolo di defensive tackle per i Tennessee Titans della National Football League. Fu scelto nel corso del terzo giro (82º assoluto) del Draft NFL 2012 dai Titans. Al college ha giocato a football a Michigan.

## Carriera

### Tennessee Titans
Il 27 aprile 2012, Martin fu scelto nel corso del terzo giro del Draft 2012 dai Tennessee Titans. Nella sua stagione da rookie disputò tutte le 16 partite, una delle quali come titolare, mettendo a segno 37 tackle e 3,0 sack. Nella successiva scese a 15 tackle e un sack.

## Vittorie e premi
Nessuno

## Statistiche
| Partite totali      | 29  |
| Partite da titolare | 2   |
| Tackle              | 52  |
| Sack                | 4,0 |
| Intercetti          | 0   |
| Fumble forzati      | 0   |

Statistiche aggiornate alla stagione 2013